# Солонці (Синельниківський район)
Солонці́ — село в Україні, у Синельниківському районі Дніпропетровської області. Входить до складу Васильківської селищної громади. Колишній орган місцевого самоврядування — Письменська селищна рада.
Населення становить 49 осіб.

## Географія
Село Солонці розташоване на заході Синельниківського району на правому березі річки Середня Терса. На півдні межує з селищем Письменне, на сході з селом Нововасильківка, на півночі з селом Бабакове та на заході з селом Роздолля. Селом протікає пересихаючий струмок з загатою. Поруч проходить залізниця, на якій за 1,5 км від села розташований пасажирський зупинний пункт Терса, за 5 км — найближча залізнична станція Письменна.

## Історія
Село засноване до 1932 року.
12 червня 2020 року, відповідно до розпорядження Кабінету Міністрів України № 709-р від «Про визначення адміністративних центрів та затвердження територій територіальних громад Дніпропетровської області», увійшло до складу Васильківської селищної громади.
19 липня 2020 року, в результаті адміністративно-територіальної реформи і ліквідації Васильківського району, село увійшло до складу новоутвореного Синельниківського району.

## Освіта
В селі розташована середня школа І—ІІІ рівня.